# دباء شعري السداة
دباء شعري السداة (الاسم العلمي:Lagenaria dasystemon) هو نوع من النباتات يتبع جنس الدباء من الفصيلة القرعية.